# حراك اقتصادي

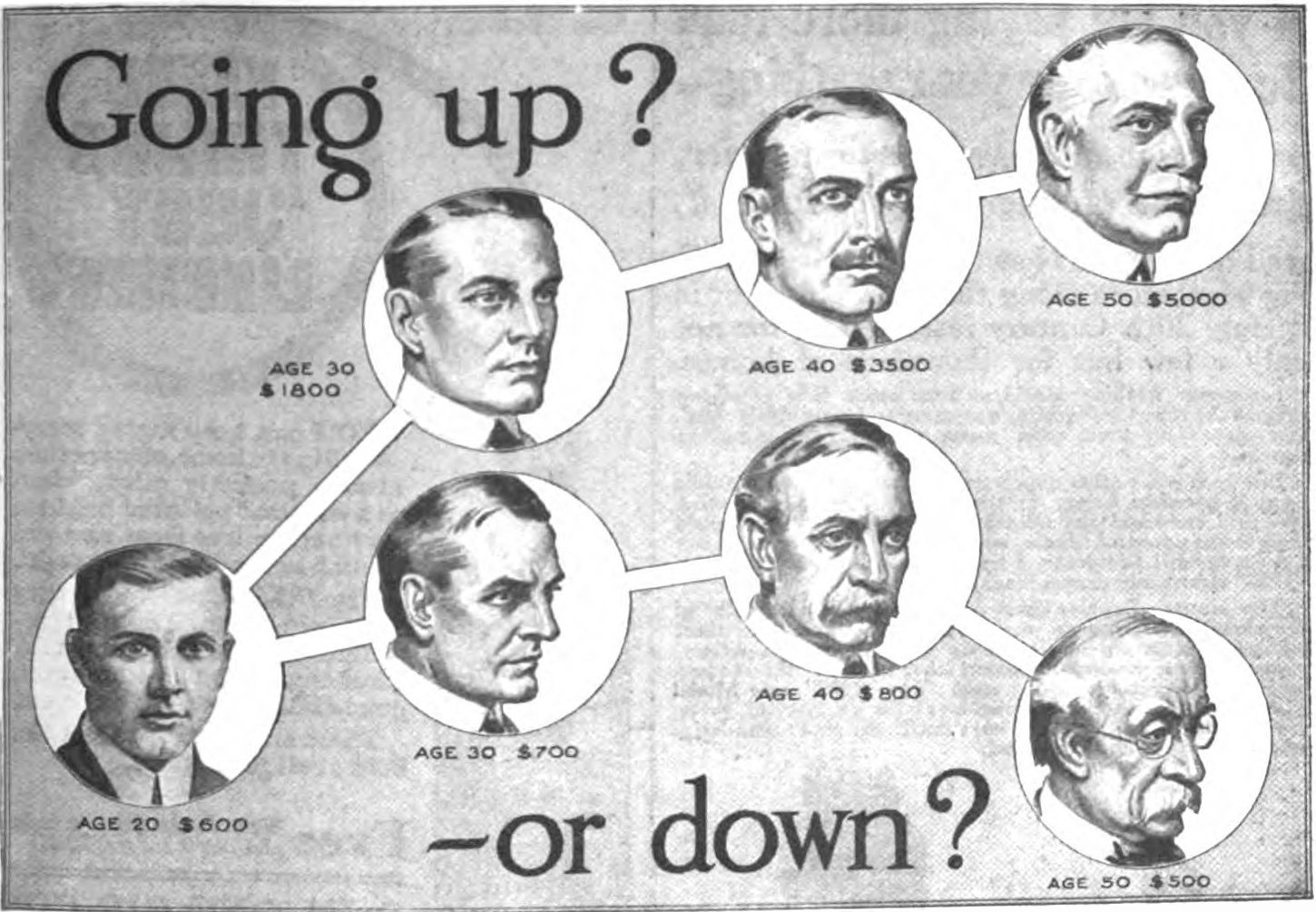
رسم توضيحي لإعلان عن مدرسة مهنية على غلاف مجلة أمريكية يعود لعام 1916. اعتبر التعليم حينئذ مدخلاً هاماً للحراك الاقتصادي، وقد واكب الإعلان اعتقاد الإمريكيين في إمكانية تحسين الذات، إضافة إلى التهديد الناجم عن حركة الهبوط المتمثل في عدم المساواة في الدخل أثناء الثورة الصناعية.

الحراك الاقتصادي هو قدرة الفرد أو العائلة أو أي مجموعة أخرى على تحسين (أو خفض) حالته\حالتها الاقتصادية، وغالباً ما تقاس هذه القدرة بالدخل المالي. يمكن اعتبار التحرك الاقتصادي نوع من الحراك الاجتماعي والذي يقاس بمقدار التغير في الدخل.

## أنواع الحراك الاقتصادي
قد يكون الحراك بين الأجيال (من جيل لآخر) أو بين أشخاص أو مجموعات (بين الجيل الواحد). وقد يكون «مطلقاً» وقد يكون «نسبياً».
يقارن الحراك الذي يحصل في الجيل الواحد بين دخل الفرد (أو المجموعة) مع دخل الوالدين. في المقابل، فإن الحراك بين الأجيال يشير إلى الحركة صعوداً وهبوطاً في دخل الفرد على مدار سنوات ممارسة المهنة. يتضمن الحراك المطلق نمو اقتصادي على نطاق واسع. ويجيب عن التساؤل «إلى أي مدى تحسّن العائلات من دخلها خلال جيل؟» أما الحراك النسبي أما فهو محدد بأفراد أو مجموعات بمعزل عن علاقتهم بالاقتصاد ككل. وهو يجيب عن التساؤل «ما مدى ارتباط الثروات الاقتصادية للأولاد بثروات أهاليهم؟».

## روابط خارجية
- http://www.economicmobility.org/
- Corak، Miles (2006). "Dynamics of Inequality and Poverty". Research on Economic Inequality. ج. 13: 143–88. DOI:10.1016/S1049-2585(06)13006-9. ISBN:978-0-7623-1350-1. {{استشهاد بدورية محكمة}}: الاستشهاد بدورية محكمة يطلب |دورية محكمة= (مساعدة) والوسيط |الفصل= تم تجاهله (مساعدة)